# Pareucalanus sewelli
Pareucalanus sewelli är en kräftdjursart som först beskrevs av Fleminger 1973.  Pareucalanus sewelli ingår i släktet Pareucalanus och familjen Eucalanidae. Inga underarter finns listade i Catalogue of Life.